# Upeneus francisi
Upeneus francisi (Randall & Guézé, 1992) è un pesce perciforme appartenente alla famiglia Mullidae.